# Lutry (Szwajcaria)
Lutry – miejscowość i gmina (commune) w zachodniej Szwajcarii, w kantonie Vaud, w okręgu (district) Lavaux-Oron. Leży nad Jeziorem Genewskim.

## Demografia
W Lutry mieszka 10 718 osób. W 2021 roku 27,9% populacji gminy stanowiły osoby urodzone poza Szwajcarią.

## Współpraca
Miejscowość partnerska:
- Sigriswil, Berno

## Transport
Przez teren gminy przebiegają autostrada A9 oraz droga główna nr 9.